# Baloorthochirus
Baloorthochirus es un género de escorpiones de la familia Buthidae descrito por Kovarik en 1996. Tiene una sola especie 
Baloorthochirus becvari, Kovarik, 1996.
- Datos: Q20672594
- Especies: Baloorthochirus